# تنغتشونغ
تنغتشونغ (بالحروف الصينية المبسطة: 腾冲؛ بالحروف الصينية التقليدية: 騰衝) هي مدينة على مستوى المحافظة في مدينة بواشان، مقاطعة يونان الغربية، جمهورية الصين الشعبية. وهي معروفة بنشاطها البركاني.